# Saint-Pierre-de-Semilly
 Saint-Pierre-de-Semilly  es una población y comuna francesa, situada en la región de Baja Normandía, departamento de Mancha, en el distrito de Saint-Lô y cantón de Saint-Clair-sur-l'Elle.

## Demografía
| 247 | 254 | 271 | 307 | 357 | 378 | 401 |
| Para los censos de 1962 a 1999 la población legal corresponde a la población sin duplicidades (Fuente: INSEE [Consultar]) |     |     |     |     |     |     |